# Liste der Monuments historiques in Menton
Die Liste der Monuments historiques in Menton führt die Monuments historiques in der französischen Gemeinde Menton auf.

## Liste der Bauwerke
| Bezeichnung                                                           | Beschreibung | Standort                                                           | Kennzeichnung | Schutzstatus    | Datum     | Bild           |
| --------------------------------------------------------------------- | ------------ | ------------------------------------------------------------------ | ------------- | --------------- | --------- | -------------- |
| Basilika Saint-Michel-Archange und Chapelle de l’Immaculée-Conception |              | Place Saint-Michel (Lage)                                          | PA00080762    | Classé Inscrit  | 1947 1961 | weitere Bilder |
| Hôtel Adhémar de Lantagnac                                            |              | 24, rue Saint-Michel Rue des Marins (Lage)                         | PA00080763    | Classé          | 1977      | weitere Bilder |
| Fontana Rosa                                                          |              | 6, avenue Blasco-Ibanez (Lage)                                     | PA00080766    | Classé          | 1990      | weitere Bilder |
| Serre de la Madone                                                    |              | 74, route de Gorbio (Lage)                                         | PA00080768    | Classé          | 1990      | weitere Bilder |
| Domaine des Colombières                                               |              | Route des Colombières (Lage)                                       | PA00080761    | Classé          | 1991      | weitere Bilder |
| Kapelle Saint-Jacques                                                 |              | 57, quai Laurent (Lage)                                            | PA00080760    | Inscrit         | 1948      | weitere Bilder |
| Palais Carnolès                                                       |              | Route nationale 7 (Lage)                                           | PA00080767    | Inscrit         | 1969      | weitere Bilder |
| Hôtel Winter-Palace                                                   |              | 20b, avenue Riviera (Lage)                                         | PA00080765    | Inscrit         | 1975      |                |
| Hôtel Riviera-Palace                                                  |              | 28, avenue Riviera (Lage)                                          | PA00080764    | Inscrit Inscrit | 1979 2011 | weitere Bilder |
| Hôtel Pretti                                                          |              | 43–53, rue Longue 29–31, quai Bonaparte (Lage)                     | PA00080935    | Inscrit         | 1989      | weitere Bilder |
| Gebäude                                                               |              | 20, rue de la Marne-Maréchal-Joffre 19, rue Loredan-Larchey (Lage) | PA00080955    | Inscrit         | 1990      |                |
| Gebäude Glena                                                         |              | 2–4, rue Guyau Avenue du Général-Galliéni (Lage)                   | PA00080936    | Inscrit         | 1990      | weitere Bilder |
| Haus                                                                  |              | 15, rue Loredan-Larchey (Lage)                                     | PA00080937    | Inscrit         | 1990      | weitere Bilder |
| Villa Les Mouettes                                                    |              | 8bis, rue Guyau Escalier Léopold-Bernstamm (Lage)                  | PA00080956    | Inscrit         | 1990      | weitere Bilder |
| Tempe a Pailla                                                        | Villa        | 187, route de Castellar (Lage)                                     | PA00080938    | Inscrit         | 1990      | weitere Bilder |
| Jardin du Clos du Peyronnet                                           |              | 13, avenue Aristide-Briand (Lage)                                  | PA06000049    | Inscrit         | 2017      |                |

## Liste der Objekte

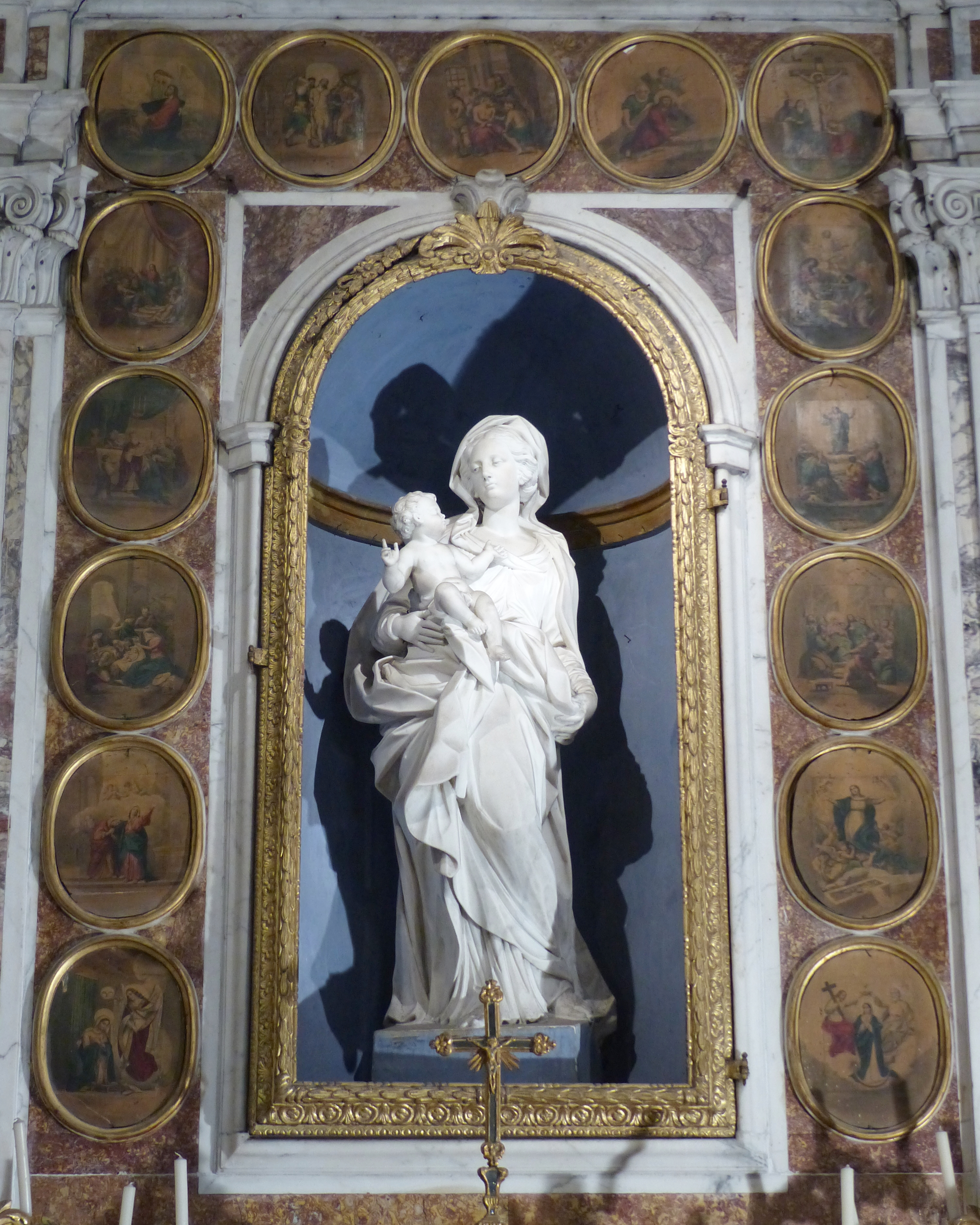
Skulptur Madonna und Kind (18. Jahrhundert) in der Basilika Saint-Michel-Archange

- Monuments historiques (Objekte) in Menton in der Base Palissy des französischen Kultusministeriums